# Столяр, Ольга Константиновна
Ольга Константиновна Столяр (род. 30 сентября 1999 года) — российская баскетболистка, играющая на позиции атакующего защитник.

## Карьера
Ольга начала игровую карьеру в системе московской МБА (ДЮБЛ) в 2014 году. 
С 2016 года выступала в Курске. С сезона 2017/18 года выступает и в основной команде. За четыре сезона в составе «Динамо» провела 32 игры. В сезоне 2017/18 года стала серебряным призёром чемпионата России. В следующем сезоне также завоевала серебро. А в сезоне 2019/20 года в третий раз стала серебряным призёром чемпионата России. Но основные основную часть игр Ольга проводила в играх за «Динамо-Фарм», выступающей в Суперлиге-1. В сезоне 2019/20 года завоевала серебро Суперлиги-1. В сезоне 2020/21 года в составе «Динамо-Фарм» заняла четвертое место в Суперлиге-1. 
В мае 2021 года стала игроком новосибирского «Динамо». Летом 2022 года вернулась в «Динамо» (Курск).
Ольга неоднократно привлекалась в сборную России различных возрастов. В 2017 году она стала чемпионом мира среди молодежи (U19), а в 2019 г. завоевала серебро чемпионата Европы (U20).

## Семья
Ольга родилась в спортивной семье. Отец в прошлом легкоатлет, мастер спорта СССР, а ныне — доцент кафедры физического воспитания РЭУ им. Г.В. Плеханова. Мать также бывшая легкоатлетка, в настоящее время доцент Института физической культуры, спорта и здоровья (Кафедра спортивных дисциплин и методики их преподавания). Родная сестра Александра — чемпион мира (2017) и Европы (2017) по баскетболу 3х3.